# Ateuchus hamatus
Ateuchus hamatus är en skalbaggsart som beskrevs av Antoine Boucomont 1928. Ateuchus hamatus ingår i släktet Ateuchus och familjen bladhorningar. Inga underarter finns listade.